# Papubolbe picea
Papubolbe picea är en bönsyrseart som beskrevs av Max Beier 1965. Papubolbe picea ingår i släktet Papubolbe och familjen Iridopterygidae. Inga underarter finns listade i Catalogue of Life.